# Granmalmätare
Granmalmätare (Eupithecia tantillaria) är en fjärilsart som beskrevs av Jean Baptiste Boisduval 1840. Granmalmätare ingår i släktet Eupithecia och familjen mätare. Arten är reproducerande i Sverige. Inga underarter finns listade i Catalogue of Life.

## Bildgalleri

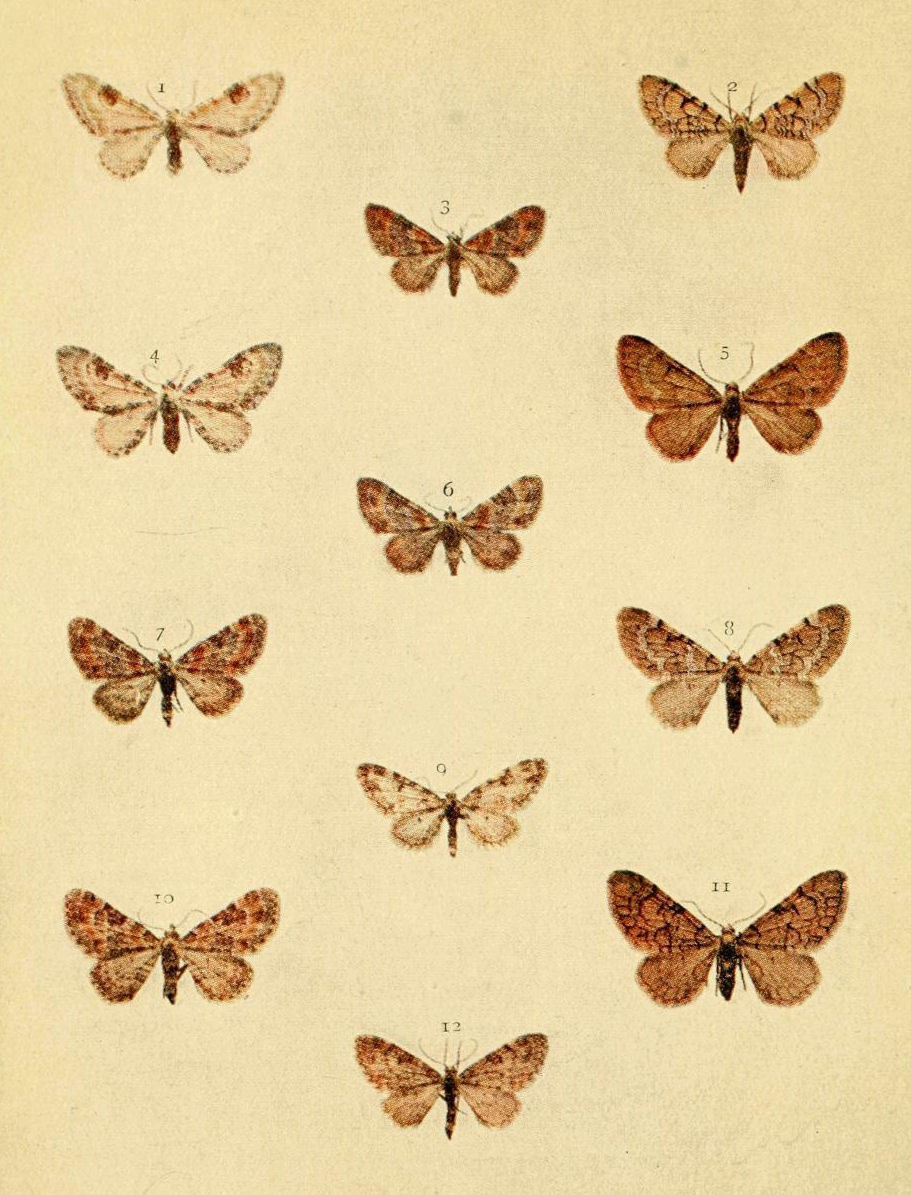